# 야에야마 키리시탄 사건
야에야마 키리시탄 사건(일본어: 八重山キリシタン事件 やえやまキリシタンじけん[*])은 17세기 전반에 류큐 왕국에서 일어난 키리시탄 적발 사건이다.

## 사건의 배경
류큐는 다이이치쇼씨 왕통에 의해 1429년에 통일국가가 형성되었고, 1470년에는 다이니쇼씨가 이를 계승하여 해양무역국가로 번영하였으나, 1609년의 사츠마번의 류큐 침공으로 실질적으로 사츠마번의 지배하에 놓였으며, 미야코 제도와 야에야마 제도도 그 지배 영역에 있었다.
한편, 본토에서는 1603년 (게이초 8년)에 에도 막부가 성립하였다. 당초 막부는 무역 진흥을 위해 크리스트교를 묵인했으나, 1612년 (게이초 17년)에는 막부 직할령을 시작으로, 1613년에는 전국에 완전한 금교령을 내렸다.

## 사건의 개요
이런 가운데, 1624년에 스페인 선박 한 척이 야에야마 제도의 이시가키섬에 표착했는데, 이 배에는 도미니코회 신부인 반 데 로스 앙헬레스 루에다가 타고 있었다. 이시가키섬의 유력자로, 궁량(宮良)의 카시라 직을 맡고 은퇴한 이시가키 에이쇼는 조난자들을 보호하고, 크리스트교의 가르침을 받았다고 의심되어 류큐 왕부에 의해 유배되었다.
『八重山年来記』에 의하면, 이시가키 에이쇼는 이시가키섬의 토미자카에 표착한 남만선에게 소 수십마리를 주고, 자택에 조난자들을 며칠간 머물게 한 것을 나무라, "케이코모노(稽古物)"라는 이유로 사형・가산 몰수를 당하고 후손들은 유배되었다고 한다.
한편, 『삿번구기잡록(薩藩旧記雑録)』에 의하면, 1634년 (간에이 11년) 기록에 "八重山島之みやらと申者南蛮宗ニ成候故当時流罪之由候早々火あぶりに可被付事"라 쓰여있다. 이 문서를 믿는다면, 에이쇼는 한 차례 이미 유배된 마당에, 1634년, 사츠마번에 의해 화형을 선고받은 셈이다. 이로서 에이쇼는 이듬해인 1635년, 유배지 토나키섬에서 화형에 처해졌고, 동생 에이테이도 시마바라의 난 후에 처형되었다. 또, 루에다 신부도 아구니섬에 유배된 뒤 살해되었다.

## 사건의 영향
이 사건 이후, 류큐에서도 본격적인 금교책 (류큐국내의 키리시탄 탄압 뿐만 아니라, 탄압에 의해 큐슈 등지에서 도망쳐 온 키리시탄, 외국선 표착에 의한 선교사 상륙 방지 등)이 실시되게 되어, 이시가키 에이쇼가 화형에 쳐해진 다음해인 1636년, 사츠마번은 류큐에도 슈몬아라타메(宗門改) 실시를 명하고, 키리시탄이 아니라고 인정된 주민에게는 손팻말이 전달되었다. 그 후, 5년에서 10년 간격으로 슈몬아라타메가 실시되었는데, 그 동안에도 각 마지리・섬에게 종지 점검을 보고하도록 하였다. 또한, 그에 아울러 류큐 왕부의 미야코(宮古)・야에야마(八重山) 통치도 보다 엄격해졌다.